# Ubir
L’ubir (également appelée kubiri ou ubiri) est une des langues de la pointe papoue, une langue océanienne, parlée par 2 560 locuteurs (recensement de 2000), dans la province d'Oro, district de Tufi, côte de la baie de Collingwood et rivière Kwagila. Il partage 27 % du lexique avec le dialecte miniafia de l'arifama-miniafia qui est la langue la plus proche. L'ubir est également parlé par les locuteurs du maisin et du miniafia.